# Aleiodes terminalis
Aleiodes terminalis är en stekelart som beskrevs av Cresson 1869. Aleiodes terminalis ingår i släktet Aleiodes och familjen bracksteklar. Inga underarter finns listade i Catalogue of Life.